# Jordan Larson
Jordan Quinn Larson (* 16. Oktober 1986 in Fremont, Nebraska) ist eine US-amerikanische Volleyballspielerin. Sie gewann vier Medaillen bei Olympischen Spielen: 2012 Silber, 2016 Bronze, 2021 Gold und 2024 erneut Silber. Zudem wurde sie 2014 Weltmeisterin und 2018, 2019 und 2021 Siegerin der Volleyball Nations League.

## Karriere
Larson begann ihre Karriere an der Logan View High School in Hooper (Nebraska). 2004 gewann sie mit dem US-amerikanischen Nachwuchs die NORCECA-Meisterschaft und im folgenden Jahr nahm sie an der Junioren-Weltmeisterschaft teil. Während ihres Studiums spielte sie von 2005 bis 2008 im Team der University of Nebraska-Lincoln. 2009 debütierte die Universalspielerin in der A-Nationalmannschaft. Im gleichen Jahr spielte sie zunächst für Vaqueras de Bayamón, ehe sie zur Saison 2009/10 nach Russland zu VK Dynamo Kasan wechselte. 2010 wurde sie mit Kasan russischer Pokalsieger. Mit der Nationalmannschaft gewann sie den Grand Prix. 2011 wurde Larson russischer Meister und schaffte mit dem US-Team die Titelverteidigung beim Grand Prix. Außerdem gewannen die USA die NORCECA-Meisterschaft und erreichten den zweiten Platz im World Cup. 2012 gelang Kasan der erneute Erfolg in der russischen Meisterschaft und außerdem der dritte Platz in der Champions League. Nach dem dritten Grand-Prix-Sieg in Folge nahm Larson an den Olympischen Spielen 2012 teil und gewann mit den USA die Silbermedaille. 2014 wurde sie Weltmeisterin. Bei den Olympischen Spielen 2016 holte sie die Bronzemedaille. 2018 und 2019 war sie jeweils Mitglied des siegreichen Teams bei der Volleyball Nations League. 2021 gelang der größte Erfolg mit dem Goldmedaillengewinn bei den Olympischen Spielen von Tokio. 2024 holte sie in Paris ihre zweite Silbermedaille bei Olympischen Spielen.